# 中尼公路
中尼公路是中國通往尼泊爾的一條公路，起點在西藏拉萨終點在尼泊爾首都加德滿都，公路在中國境內為318國道，中國境內沿路經堆龍德慶、曲水、尼木、日喀則、拉孜，於拉孜分為東西二线。其中东綫在聂拉木县樟木鎮友谊桥出境，在尼泊爾境內經過科達里、當塔里、巴拉比斯、巴斯可爾、巴克塔浦爾等城鎮。这条公路东线在中國境內長806公里，在尼泊爾境內長114公里，全長920公里，於1963年6月動工，1967年5月建成通車，路線翻越喜馬拉雅山，蜿蜒在崇山峻嶺之中，工程十分艱鉅。尼泊爾境內路線，順喜馬拉雅山南坡，沿遜科西河和波達科西河而行，直達終點加德滿都。

## 东线
路线:
西藏拉萨— 318国道—拉孜— 318国道—樟木口岸—尼泊爾加德滿都

### 里程表
| 城市名         | 距起點距離（單位：千米） |
| 西藏拉薩       | 0                        |
| 西藏堆龍德慶   | 12                       |
| 西藏曲水       | 61                       |
| 西藏尼木       | 137                      |
| 西藏日喀則     | 296                      |
| 西藏拉孜       | 453                      |
| 西藏定日       | 544                      |
| 西藏聶拉木     | 761                      |
| 西藏中尼友谊桥 | 806                      |
| 尼泊爾加德滿都 | 920                      |

中尼公路堆龍德慶至曲水段

- 中國境內公路資料較完整，尼泊爾段較缺乏，由中尼友谊桥至加德滿都之中途地點里程數無法確定。

## 西线
路线:
西藏拉萨— 318国道—拉孜— 349国道—萨嘎— 216国道—吉隆口岸—尼泊爾加德滿都